# Orchesella cincta
Espèce
Orchesella cincta est une espèce de collembole d'Amérique du Nord et d'Europe, de la famille des Entomobryidae. 

## Description

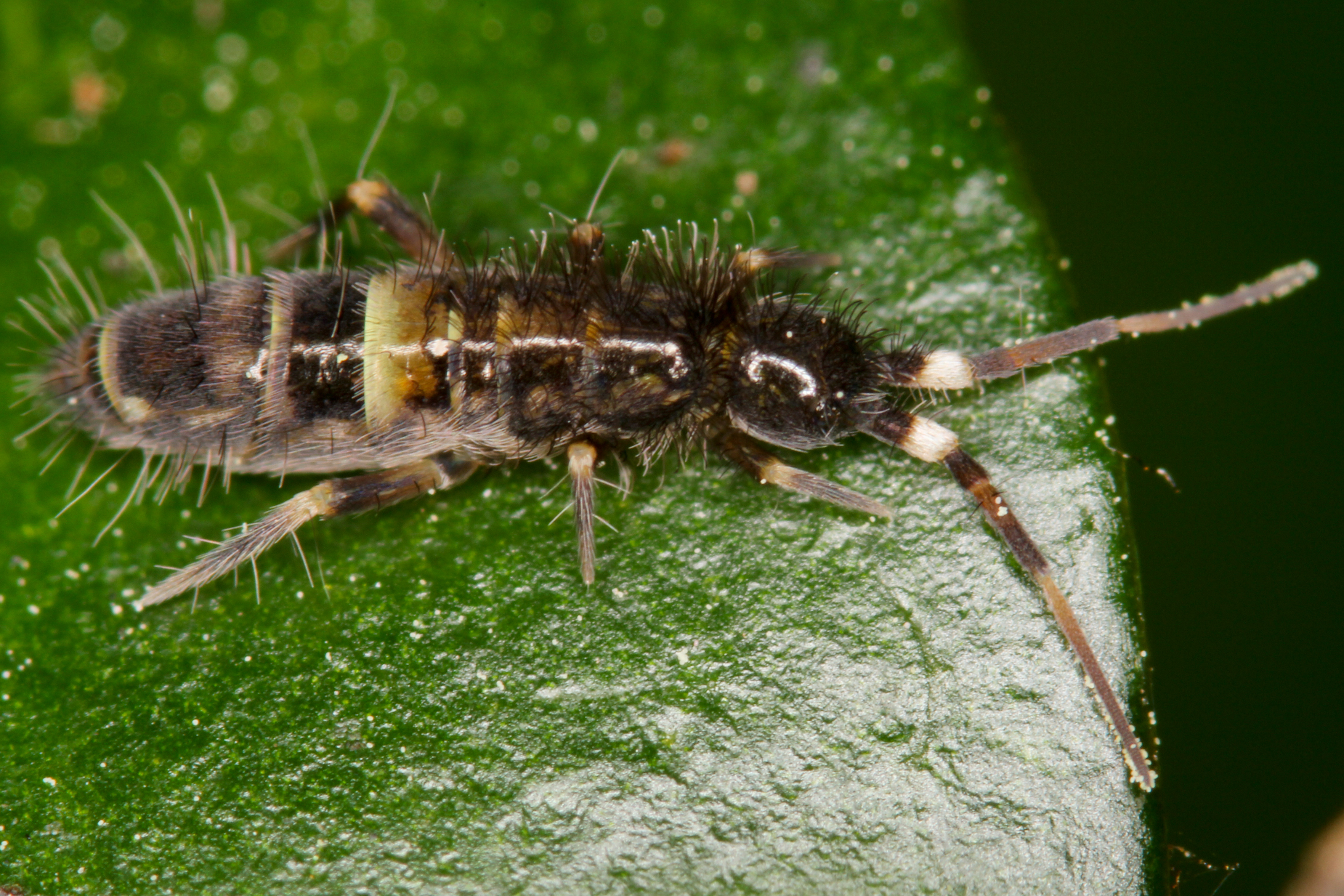
Orchesella cincta.

En moyenne, cet hexapode mesure 4 mm de long, ce qui est très grand pour un collembole. Il est de couleur brune (femelle) ou avec des parties noires (mâle), et se reconnaît à bande miel, blanche et noire de son abdomen, d'où il tire son nom (cincta signifiant "ceinturée"), et au premier segment de ses antennes bicolore brun (ou noir) et blanc. Le corps est poilu.  À noter la présence de l'appareil saltatoire typique des collemboles la furca et du tube ventral qui peut être dévaginé tout aussi typique.

## Répartition et habitat
Il se rencontre dans le sol et les feuilles mortes, sous les pierres ou les troncs d'arbres, où il se nourrit de matière en décomposition. Il est également souvent rencontré sur les murs et les façades mais aussi dans les pelouses où il peut se nourrir de spores de champignons.
On le rencontre dans presque toute l'Europe, à l'exception du Sud des Balkans, ainsi qu'en Amérique du Nord (Canada, Alaska, Nord des États-Unis), dans la zone arctique (Groenland, Nord de la Sibérie, l'Asie centrale et de l'Ouest, et sur l'ìle de Sainte-Hélène, où il a sans doute été importé par les humains avec des plantes. Il est commun (en Grande-Bretagne, le plus commun des collemboles).  

## Orchesella cinctaet la recherche
Des collemboles, en particulier Orchesella cincta, ont fait l'objet de recherches sur les propriétés de leur cuticule "superhydophobe" en vue d'applications biomimétiques. 